# Mark Ram
Mark Ram (Groningen, 10 september 1972) is een Nederlandse acteur.
Ram speelde in de jaren negentig van de 20e eeuw onder andere de rol van de Kinky in de serie Unit 13. Hij was onder andere te zien in theaterproducties bij het Nationale Toneel, Tryater, Joop van den Ende Theaterproducties en Hummelinck Stuurman producties en speelde verscheidene film- en televisierollen

## Filmografie
- 1991 - 12 steden, 13 ongelukken - Erik (afl. Winkelen)
- 1994 - De Legende van de Bokkerijders
- 1995 - De Partizanen
- 1996 - Goudkust - Dennis
- 1996 t/m 1998 - Unit 13
- 1998 - Oppassen!!!
- 2000 - Ben zo terug
- 2005 - Costa!
- 2005 - Meiden van De Wit - Jelle Itserda
- 2006 - Koppels
- 2008 - Het Huis Anubis en de Geheime Club van de Oude Wilg - Jack Gabbon
- 2008 - Flikken Maastricht - Damien (afl. Pillen)
- 2009 - Witte Vis
- 2011 - VRijland
- 2012 - Balans
- 2013 - 20 leugens, 4 ouders en een scharrelei
- 2024 - Flikken Maastricht - Yve Derksen (afl. Tuig)

## Toneel
- 1999 - Geweld Nee (Tryater)
- 2001 - De Huisbewaarder (Joop van den Ende Theaterproducties)
- 2002 - Momenten van Geluk (Joop van den Ende Theaterproducties)
- 2003 - Tartuffe (Nationale Toneel)
- 2004 - Poker (Nationale Toneel)
- 2005 - Max Havelaar (Hummelinck Stuurman)